# European Rugby Champions Cup 2021-2022
European Rugby Champions Cup 2021-22 fu la 27ª edizione della massima competizione europea per club di rugby a 15, l'8ª organizzata da European Professional Club Rugby (EPCR).
Si tenne dal 10 dicembre 2021 al 28 maggio 2022 tra 24 squadre provenienti da Francia, Inghilterra, Galles, Irlanda e Scozia nel formato di due gironi da dodici squadre ciascuno con passaggio agli ottavi delle prime otto di ogni girone.
Per ragioni di sponsorizzazione fu nota con il nome commerciale di Heineken Champions Cup tranne che in Francia, Paese in cui la legge Évin del 1991 proibisce l'uso di associazione di marchi di tabacco e alcolici a eventi sportivi, e in cui fu nota come Champions Cup 2021-22.
Le 24 squadre provennero in egual misura dai campionati inglese, francese e celtico in ragione di 8 squadre ciascuno.
Anche la stagione 2021-22 fu interessata da casi di COVID-19 che impattò su diversi risultati, decisi a tavolino per impossibilità dei club o di presentarsi in campo o di farlo in condizioni di sicurezza.
La finale, che si tenne al Vélodrome di Marsiglia, vide La Rochelle allenata da Ronan O'Gara (terzo coach dopo Ugo Mola e Leo Cullen a vincere il trofeo sia da giocatore che da allenatore) prevalere sul Leinster per 24-21 e aggiudicarsi il suo primo titolo europeo.
Il valore delle marcature, come stabilito da World Rugby nel 2017, è: 5 punti per ciascuna meta (7 se trasformata), 7 punti per la meta tecnica, 3 punti per la realizzazione di ciascun calcio piazzato, idem per il drop.

## Formula
I club partecipanti furono ripartiti in ordine di seeding a seconda del loro piazzamento nella propria competizione di lega.
Le sei squadre di rango più alto furono le tre prime e le tre seconde dei propri campionati; a seguire le terze e le quarte; al terzo livello le quinte e le seste e, infine, al livello più basso, le settime e le ottave.
I due gironi da 12 squadre ciascuno furono, quindi, composti da tre squadre ciascuna provenienti dai quattro livelli così determinati, con l'accortezza di non inserire nello stesso girone club a pari livello provenienti dallo stesso campionato.
Nella fase a gironi furono anche evitati incontri tra club provenienti dallo stesso campionato.
Nella fase a gironi ogni squadra disputò due incontri in casa e due in trasferta, e le prime otto di ogni girnone accedettero ai play-off.
Il punteggio ai fini della classifica fu quello a bonus dell'Emisfero Sud, che per ogni partita prevede:
- 4 punti per la vittoria
- 2 punti ciascuno per il pareggio
- 0 punti per la sconfitta
- 1 punto aggiuntivo per la o le squadre che realizzino almeno 4 mete
- 1 eventuale punto per la squadra sconfitta con sette o meno punti di scarto,

mentre le discriminanti per arrivo a pari punti furono, nell'ordine, la miglior differenza punti/marcati subiti, il maggior numero di mete marcate, il minor numero di giocatori sanzionati per infrazioni disciplinari e, infine, il sorteggio.
Gli accoppiamenti degli ottavi di finale dei play-off furono (la lettera rappresenta il girone mentre il numero la posizione in classifica):
1. Squadra A1 – Squadra B8
2. Squadra A2 – Squadra B7
3. Squadra A3 – Squadra B6
4. Squadra A4 – Squadra B5
5. Squadra B4 – Squadra A5
6. Squadra B3 – Squadra A6
7. Squadra B2 – Squadra A7
8. Squadra B1 – Squadra B80

da disputarsi in gara di andata e ritorno con seconda gara in casa riservata alle squadra classificatesi dal primo al quarto posto nel girone.
I quarti di finale, da tenersi in gara unica, furono predeterminati dai seguenti accoppiamenti:
1. Vincitore OF 1 – Vincitore OF 5
2. Vincitore OF 7 – Vincitore OF 3
3. Vincitore OF 2 – Vincitore OF 6
4. Vincitore OF 8 – Vincitore OF 4

Le successive semifinali furono:
1. Vincitore QF 1 – Vincitore QF 2
2. Vincitore QF 3 – Vincitore QF 4

La finale si tenne in gara unica al Vélodrome di Marsiglia, in Francia.

## Squadre partecipanti
| Girone A         | Girone B        |
| ---------------- | --------------- |
| Bath             | Bordeaux Bègles |
| Clermont         | Bristol         |
| Exeter           | Cardiff Rugby   |
| Leinster         | Castres         |
| La Rochelle      | Connacht        |
| Montpellier      | Harlequins      |
| Glasgow Warriors | Leicester       |
| Northampton      | Munster         |
| Ospreys          | Tolosa          |
| Racing 92        | Scarlets        |
| Sale Sharks      | Stade français  |
| Ulster           | Wasps           |

## Fase a gironi

### Girone A
|            | 1ª giornata             |       |
| ---------- | ----------------------- | ----- |
| 10-12-2021 | Northampton — Racing 92 | 14-45 |
| 11-12-2021 | Leinster — Bath         | 45-20 |
| 11-12-2021 | Clermont — Ulster       | 23-29 |
| 11-12-2021 | Exeter — Montpellier    | 42-6  |
| 12-12-2021 | Ospreys — Sale Sharks   | 13-21 |
| 12-12-2021 | La Rochelle — Glasgow   | 20-13 |
|            |                         |       |
|            | 4ª giornata             |       |
| 22-1-2022  | Racing 92 — Northampton | 28-0  |
| 22-1-2022  | Bath — Leinster         | 7-64  |
| 22-1-2022  | Ulster — Clermont       | 34-31 |
| 22-1-2022  | Glasgow — La Rochelle   | 30-38 |
| 23-1-2022  | Sale Sharks — Ospreys   | 49-10 |
| 23-1-2022  | Montpellier — Exeter    | 37-26 |

|            | 2ª giornata            |       |
| ---------- | ---------------------- | ----- |
| 16-12-2021 | Montpellier — Leinster | 28-0  |
| 17-12-2021 | Racing 92 — Ospreys    | 28-0  |
| 18-12-2021 | Ulster — Northampton   | 27-22 |
| 18-12-2021 | Bath — La Rochelle     | 0-0   |
| 18-12-2021 | Sale Sharks — Clermont | 0-0   |
| 19-12-2021 | Glasgow — Exeter       | 22-7  |

|           | 3ª giornata            |       |
| --------- | ---------------------- | ----- |
| 15-1-2022 | Ospreys — Racing 92    | 10-25 |
| 15-1-2022 | Exeter — Glasgow       | 52-17 |
| 15-1-2022 | La Rochelle — Bath     | 39-21 |
| 16-1-2022 | Leinster — Montpellier | 89-7  |
| 16-1-2022 | Northampton — Ulster   | 20-24 |
| 16-1-2022 | Clermont — Sale Sharks | 25-19 |

### Classifica
| Pos | Squadra          | G | V | N | P | PF  | PS  | DP   | BMP | Pt |
| --- | ---------------- | - | - | - | - | --- | --- | ---- | --- | -- |
| 1   | Racing 92        | 4 | 4 | 0 | 0 | 126 | 24  | +102 | 3   | 19 |
| 2   | Ulster           | 4 | 4 | 0 | 0 | 114 | 96  | +18  | 3   | 19 |
| 3   | La Rochelle      | 4 | 3 | 1 | 0 | 97  | 64  | +33  | 2   | 16 |
| 4   | Leinster         | 4 | 3 | 0 | 1 | 198 | 62  | +136 | 3   | 15 |
| 5   | Sale Sharks      | 4 | 2 | 1 | 1 | 89  | 48  | +41  | 2   | 12 |
| 6   | Exeter           | 4 | 2 | 0 | 2 | 127 | 82  | +45  | 3   | 11 |
| 7   | Montpellier      | 4 | 2 | 0 | 2 | 78  | 157 | −79  | 2   | 10 |
| 8   | Clermont         | 4 | 1 | 1 | 2 | 79  | 82  | −3   | 2   | 8  |
| 9   | Glasgow Warriors | 4 | 1 | 0 | 3 | 82  | 117 | −35  | 1   | 5  |
| 10  | Northampton      | 4 | 0 | 0 | 4 | 56  | 124 | −68  | 2   | 2  |
| 11  | Bath             | 4 | 0 | 1 | 3 | 48  | 148 | −100 | 0   | 2  |
| 12  | Ospreys          | 4 | 0 | 0 | 4 | 33  | 123 | −90  | 0   | 0  |

### Girone B
|            | 1ª giornata                 |       |
| ---------- | --------------------------- | ----- |
| 11-12-2021 | Bristol — Scarlets          | 28-0  |
| 11-12-2021 | Cardiff — Tolosa            | 7-39  |
| 11-12-2021 | Bordeaux-Bègles — Leicester | 13-16 |
| 12-12-2021 | Connacht — Stade Français   | 36-9  |
| 12-12-2021 | London Wasps — Munster      | 14-35 |
| 12-12-2021 | Castres — Harlequins        | 18-20 |
|            |                             |       |
|            | 4ª giornata                 |       |
| 21-1-2022  | Tolosa — Cardiff            | 0-28  |
| 21-1-2022  | Leicester — Bordeaux-Bègles | 28-0  |
| 21-1-2022  | Harlequins — Castres        | 36-33 |
| 22-1-2022  | Scarlets — Bristol          | 21-52 |
| 23-1-2022  | Stade Français — Connacht   | 37-31 |
| 23-1-2022  | Munster — London Wasps      | 45-7  |

|            | 2ª giornata                |       |
| ---------- | -------------------------- | ----- |
| 18-12-2021 | Harlequins — Cardiff       | 43-17 |
| 18-12-2021 | Munster — Castres          | 19-13 |
| 19-12-2021 | Scarlets — Bordeaux-Bègles | 0-0   |
| 19-12-2021 | Leicester — Connacht       | 29-23 |
| 19-12-2021 | Tolosa — London Wasps      | 0-0   |
| 19-12-2021 | Stade Français — Bristol   | 0-0   |

|           | 3ª giornata                |       |
| --------- | -------------------------- | ----- |
| 14-1-2022 | Castres — Munster          | 13-16 |
| 14-1-2022 | Cardiff — Harlequins       | 33-36 |
| 15-1-2022 | London Wasps — Tolosa      | 30-22 |
| 15-1-2022 | Connacht — Leicester       | 28-29 |
| 15-1-2022 | Bristol — Stade Français   | 28-17 |
| 16-1-2022 | Bordeaux-Bègles — Scarlets | 45-10 |

### Classifica
| Pos | Squadra         | G | V | N | P | PF  | PS  | DP  | BMP | Pt |
| --- | --------------- | - | - | - | - | --- | --- | --- | --- | -- |
| 1   | Leicester       | 4 | 4 | 0 | 0 | 102 | 64  | +38 | 3   | 19 |
| 2   | Harlequins      | 4 | 4 | 0 | 0 | 135 | 101 | +34 | 3   | 19 |
| 3   | Munster         | 4 | 4 | 0 | 0 | 115 | 47  | +68 | 2   | 18 |
| 4   | Bristol         | 4 | 3 | 1 | 0 | 108 | 38  | +70 | 3   | 17 |
| 5   | Connacht        | 4 | 1 | 0 | 3 | 118 | 104 | +14 | 6   | 10 |
| 6   | Bordeaux Bègles | 4 | 1 | 1 | 2 | 58  | 54  | +4  | 2   | 8  |
| 7   | Tolosa          | 4 | 1 | 1 | 2 | 61  | 65  | −4  | 1   | 7  |
| 8   | Stade français  | 4 | 1 | 1 | 2 | 63  | 95  | −32 | 1   | 7  |
| 9   | Cardiff Rugby   | 4 | 1 | 0 | 3 | 85  | 118 | −33 | 3   | 7  |
| 10  | Wasps           | 4 | 1 | 1 | 2 | 51  | 102 | −51 | 0   | 6  |
| 11  | Castres         | 4 | 0 | 0 | 4 | 77  | 91  | −14 | 5   | 5  |
| 12  | Scarlets        | 4 | 0 | 1 | 3 | 31  | 125 | −94 | 0   | 2  |

## Play-off
|  | Ottavi di finale | Ottavi di finale | Ottavi di finale | Ottavi di finale |  |  | Quarti di finale | Quarti di finale | Quarti di finale |             |    | Semifinali  | Semifinali  | Semifinali |          |    | Finale | Finale | Finale |  |
|  |                  |                  |                  |                  |  |  |                  |                  |                  |             |    |             |             |            |          |    |        |        |        |  |
|  | A1               | Racing 92        | 22               | 33               |  |  |                  |                  |                  |             |    |             |             |            |          |    |        |        |        |  |
|  | B8               | Stade français   | 9                | 22               |  |  | Racing 92        | Racing 92        | 41               |             |    |             |             |            |          |    |        |        |        |  |
|  | B4               | Bristol          | 10               | 29               |  |  | Sale Sharks      | Sale Sharks      | 22               |             |    |             |             |            |          |    |        |        |        |  |
|  | A5               | Sale Sharks      | 9                | 35               |  |  |                  |                  |                  |             |    | Racing 92   | Racing 92   | 13         |          |    |        |        |        |  |
|  | A3               | La Rochelle      | 31               | 31               |  |  |                  |                  | La Rochelle      | La Rochelle | 20 |             |             |            |          |    |        |        |        |  |
|  | B6               | Bordeaux Bègles  | 13               | 23               |  |  | La Rochelle      | La Rochelle      | 31               |             |    |             |             |            |          |    |        |        |        |  |
|  | B2               | Harlequins       | 26               | 33               |  |  | Montpellier      | Montpellier      | 19               |             |    |             |             |            |          |    |        |        |        |  |
|  | A7               | Montpellier      | 40               | 20               |  |  |                  |                  |                  |             |    | La Rochelle | La Rochelle | 24         |          |    |        |        |        |  |
|  | B1               | Leicester        | 29               | 27               |  |  |                  |                  |                  |             |    |             |             | Leinster   | Leinster | 21 |        |        |        |  |
|  | A8               | Clermont         | 10               | 17               |  |  | Leicester        | Leicester        | 14               |             |    |             |             |            |          |    |        |        |        |  |
|  | A4               | Leinster         | 26               | 56               |  |  | Leinster         | Leinster         | 23               |             |    |             |             |            |          |    |        |        |        |  |
|  | B5               | Connacht         | 21               | 20               |  |  |                  |                  |                  |             |    | Leinster    | Leinster    | 40         |          |    |        |        |        |  |
|  | B3               | Munster          | 8                | 26               |  |  |                  |                  | Tolosa           | Tolosa      | 17 |             |             |            |          |    |        |        |        |  |
|  | A6               | Exeter           | 13               | 10               |  |  | Munster          | Munster          | 24               |             |    |             |             |            |          |    |        |        |        |  |
|  | A2               | Ulster           | 26               | 23               |  |  | Tolosa (d.t.p.)  | Tolosa (d.t.p.)  | 24               |             |    |             |             |            |          |    |        |        |        |  |
|  | B7               | Tolosa           | 20               | 30               |  |  |                  |                  |                  |             |    |             |             |            |          |    |        |        |        |  |

### Ottavi di finale
| Arbitro: | Karl Dickson |

|                       |      |                              |
| Porch 2’ Fifita 60’   | mt   | 22’, 26’ Lowe 52’ Keenan     |
| Carty 60’             | tr   | 22’ Sexton                   |
| Carty 33’, 40+4’, 45’ | c.p. | 18’, 37’ Sexton 76’ R. Byrne |

| Arbitro: | Matthew Carley |

|                   |      |                                      |
| Woki 50’ Mori 67’ | mt   | 21’ Rhule 53’ Danty 63’ meta tecnica |
|                   | tr   | 21’ I. West                          |
| Lucu 11’          | c.p. | 10’, 38’, 48’, 71’ I. West           |

| Arbitro: | Mathieu Raynal |

|                         |      |              |
|                         | mt   | 69’ Radradra |
|                         | tr   | 69’ Sheedy   |
| R. du Preez 4’, 9’, 77’ | c.p. | 25’ Sheedy   |

| Arbitro: | Wayne Barnes |

|                       |      |                                      |
| Meafou 6’ Ntamack 79’ | mt   | 12’, 44’, 66’ Baloucoune 58’ Warwick |
| Ramos 6’, 79’         | tr   | 12’, 58’, 66’ Cooney                 |
| Ramos 17’, 40’        | c.p. |                                      |

| Arbitro: | Luke Pearce |

|                                |      |                                   |
|                                | mt   | 64’ Fickou                        |
|                                | tr   | 64’ Le Garrec                     |
| Segonds 37’, 40+2’ Sánchez 70’ | c.p. | 14’, 20’, 23’, 30’, 76’ Le Garrec |

| Arbitro: | Pierre Brousset |

|                       |      |           |
| Hogg 5’ Vermeulen 37’ | mt   | 66’ Daly  |
|                       | c.p. | 56’ Healy |
| Hogg 65’              | drop |           |

| Arbitro: | Andrew Brace |

|                                                          |      |                                                     |
| N’Gandebe 21’ Mercer 31’, 38’ Reinach 34’ Lamositele 41’ | mt   | 50’ Hammond 61’ Esterhuizen 65’ Marchant 78’ Lynagh |
| P. Garbisi 21’, 31’, 38’                                 | tr   | 62’, 66’, 79’ M. Smith                              |
| P. Garbisi 47’ Pollard 74’, 80+1’                        | c.p. |                                                     |

| Arbitro: | Nika Amashukeli |

|                |      |                                                                |
| Tiberghien 12’ | mt   | 18’ Genge 32’ Montoya 45’ v. Poortvliet 52’ Saumaki 64’ Potter |
| Parra 12’      | tr   | 52’, 64’ G. Ford                                               |
| Parra 27’      | c.p. |                                                                |

| Arbitro: | Luke Pearce |

|                                                                      |      |                                        |
| Gibson-Park 10’ Henshaw 17’, 41’ Furlong 27’ Lowe 35’, 54’, 64’, 79’ | mt   | 45’ O’Halloran 61’ Arnold 69’ Papali’i |
| Sexton 10’, 17’, 27’, 35’, 41’, 54’ R. Byrne 64’, 79’                | tr   | 69’ Carty                              |
|                                                                      | c.p. | 1’ Carty                               |

| Arbitro: | Frank Murphy |

|                                        |      |                                                     |
| Thacker 48’ Morahan 53’, 77’ Joyce 62’ | mt   | 31’ de Jager 40’ A. v.d. Merwe 41’ Roebuck 74’ Ross |
| Sheedy 48’, 53’, 62’                   | tr   | 31’, 40’, 41’ R. du Preez                           |
| Sheedy 20’                             | c.p. | 23’, 65’, 72’ R. du Preez                           |

| Arbitro: | Mike Adamson |

|                                                        |      |                          |
| H. Jones 1’ Dombrandt 13’ Marchant 28’ Lynagh 37’, 74’ | mt   | 10’ Reilhac 32’ Tisseron |
| M. Smith 1’, 13’, 28’, 37’                             | tr   | 10’, 32’ Foursans        |
|                                                        | c.p. | 26’ Foursans 54’ Pollard |

| Arbitro: | Wayne Barnes |

|                                                    |      |                          |
| I. West 41’ Alldritt 47’ Kerr-Barlow 54’ Botia 67’ | mt   | 52’ Massé 76’ Mori       |
| I. West 41’, 47’, 54’, 67’                         | tr   | 52’ Lucu 76’ Garcia      |
| I. West 20’                                        | c.p. | 15’, 37’ Lucu 64’ Garcia |

| Arbitro: | Mathieu Raynal |

|                            |      |                              |
| Carbery 25’ de Allende 72’ | mt   | 10’ S. Maunder 48’ Vermeulen |
| Carbery 25’, 72’           | tr   |                              |
| Carbery 5’, 16’, 59’, 64’  | c.p. |                              |

| Arbitro: | Andrew Brace |

|                                                         |      |                  |
| Liebenberg 8’ M. Scott 49’ meta tecnica 61’ Steward 65’ | mt   | 57’ Raka 68’ Lee |
| G. Ford 8’                                              | tr   | 57’, 68’ Parra   |
| G. Ford 45’                                             | c.p. | 16’ Lopez        |

| Arbitro: | Matthew Carley |

|                      |      |                                  |
| McIlroy 10’, 37’     | mt   | 21’ Ramos 26’ Ntamack 74’ Dupont |
| Cooney 10’, 37’      | tr   | 21’, 26’, 74’ Ramos              |
| Cooney 18’, 52’, 68’ | c.p. | 1’, 13’, 63’ Ramos               |

| Arbitro: | Nika Amashukeli |

|                                             |      |                            |
| meta tecnica 34’ Thomas 43’, 78’ Lauret 72’ | mt   | 5’ Veainu 21’, 37’ Lapègue |
| Le Garrec 43’                               | tr   | 5’, 37’ Sánchez            |
| Le Garrec 19’, 30’, 55’                     | c.p. | 13’ Sánchez                |

### Quarti di finale
| Arbitro: | Luke Pearce |

|                                         |                      |                              |
| Kendellen 9’ Earls 38’ M. Haley 43’     | mt                   | 11’ Ntamack 25’, 66’ Matthis |
| Carbery 9’, 38’, 43’                    | tr                   | 11’, 25’, 66’ Ramos          |
| Carbery 56’                             | c.p.                 | 75’ Ramos                    |
| Murray B. Healy Carbery Murray B. Healy | Calci piazzati 2 – 4 | Dupont Ramos Ntamack Dupont  |

| Arbitro: | Karl Dickson |

|                              |      |                                   |
| Priso 12’ Vito 22’ Botia 47’ | mt   | 28’ Thomas 41’ Reilhac 53’ Mercer |
| I. West 12’, 22’             | tr   | 28’, 41’ Foursans                 |
| I. West 17’, 64’, 69’, 78’   | c.p. |                                   |

| Arbitro: | Mathieu Raynal |

|                         |      |                             |
| C. Ashton 45’ Dolly 78’ | mt   | 14’ v.d. Flier 19’ Henshaw  |
| G. Ford 45’, 78’        | tr   | 14’, 19’ Sexton             |
|                         | c.p. | 3’, 36’ Sexton 65’ R. Byrne |

| Arbitro: | Andrew Brace |

|                                              |      |                                               |
| Thomas 41’ Russell 49’ Imhoff 68’ Spring 79’ | mt   | 40’ M. Tuilagi 54’ A. v.d. Merwe 73’ B. Curry |
| Le Garrec 41’, 49’ Machenaud 79’             | tr   | 40’, 54’ R. du Preez                          |
| Le Garrec 11’, 14’, 47’, 62’, 67’            | c.p. | 22’ R. du Preez                               |

### Semifinali
| Arbitro: | Karl Dickson |

|                                         |      |                       |
| Lowe 14’, 49’ v.d. Flier 19’ Keenan 78’ | mt   | 6’ Dupont 65’ Tolofua |
| Sexton 14’, 19’, 49’ R. Byrne 78’       | tr   | 6’, 65’ Ramos         |
| Sexton 4’, 12’, 33’ R. Byrne 73’        | c.p. | 24’ Ramos             |

| Arbitro: | Matthew Carley |

|                   |      |                                             |
| Vakatawa 25’      | mt   | 40+2’ Alldritt 52’ meta tecnica 80’ I. West |
| Le Garrec 25’     | tr   |                                             |
| Le Garrec 2’, 50’ | c.p. | 32’ I. West                                 |

### Finale
| Arbitro: | Wayne Barnes |

| |              | |
| | mt           | 9’ Rhule 59’ Bourgarit 78’ Retière |
| | tr           | 9’, 59’, 78’ I. West |
| Sexton 4’, 8’, 21’, 40+2’, 47’, 53’ R. Byrne 64’ | c.p.         | 41’ I. West |
| · Keenan · O’Brien · Ringrose · Henshaw · Lowe · 62’ Sexton · 75’ Gibson-Park · Conan · v.d. Flier · 66’ Doris · Ryan · 76’ Molony · 62’ Furlong · 14’ Kelleher · 62’ Porter | Formazioni   | · Dulin · Leyds 67’ · Sinzelle · Danty 68’ · Rhule · West · Berjon 64’ · Alldritt · Haddad 29’ · Liebenberg 53’ · Skelton · Lavault 63-73’ 74’ · Atonio 62’ · Bourgarit 66’ · Priso |
| · 14’ Sheehan · 62’ Healy · 62’ Ala’alatoa · 76’ McCarthy · 66’ Ruddock · 75’ McGrath · 62’ R. Byrne · Frawley                                                               | Sostituzioni | · Bosch 66’ · Wardi 53’ · Sclavi 62’ · Sazy 74’ · Bourdeau 29’ · Retière 64’ · Botia 68’ · Favre 67’                                                                                |
| Leo Cullen | Allenatori   | Ronan O’Gara |